# Clyst St. Lawrence
Clyst St. Lawrence is een civil parish in het bestuurlijke gebied East Devon, in het Engelse graafschap Devon. In 2001 telde het dorp 105 inwoners.